# Прованс
Прованс (на френски: Provence, на окситански: Provença, букв. „провинция“, [pʁɔˈvɑ̃s]) е историческа област в Югоизточна Франция. Намира се край Средиземно море между Ронската низина и Италия. Жителите на този регион са известни като провансалци.
Има планински и полупланински релеф – т. нар. Провансалски Алпи. Днес е съставна част от региона Прованс-Алпи-Лазурен бряг.
Най-големите градове са Марсилия (839 000 жители), Ница (345 000), Тулон (166 000) и Екс ан Прованс (139 000).